# 동자대소동
동자 대소동(The Great Uproar a Little Boy)은 한국에서 제작된 정창욱 감독의 2010년 가족, 코미디 영화이다. 정종철 등이 주연으로 출연하였고 한상훈 등이 제작에 참여하였다.

## 출연

### 주연
- 정종철
- 박준형

### 조연
- 나별
- 박혜진